# Argyrolobium umbellatum
Argyrolobium umbellatum är en ärtväxtart som beskrevs av Julius Rudolph Theodor Vogel. Argyrolobium umbellatum ingår i släktet Argyrolobium och familjen ärtväxter. Inga underarter finns listade i Catalogue of Life.